# Гротеск

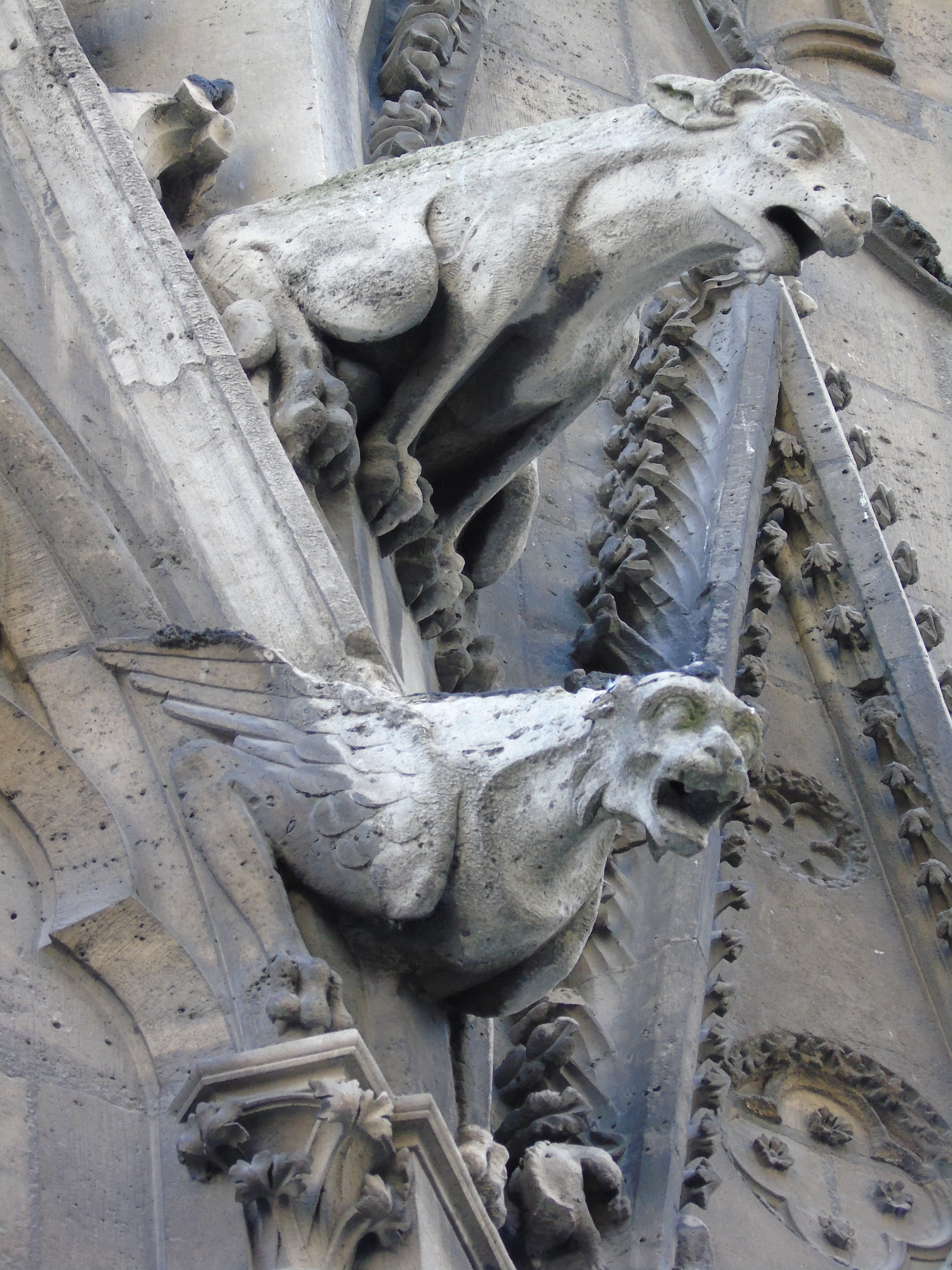
Гротескні гаргульї на соборі Паризької Богоматері

Гроте́ск — художній засіб, який полягає в сильному викривленні зображуваного, суттєвому перебільшенні чи применшенні його ознак, поєднанні різких контрастів, несумісних у реальності рис.

## Етимологія
Термін «гротеск» походить від «грот» — невелика печера чи її архітектурна імітація. Назва пов'язана з тим, що на межі XVI—XVII ст. італійський художник Рафаель Санті знайшов у римських підземних гротах часів імператора Тита химерні орнаменти з поєднанням рослинних і тваринних форм. Спершу гротеском називалися саме такі орнаменти, а потім поняття поширилося й на інші химерні зображення.

## Характеристики
Використання гротеску двоїсте за метою. Він часто застосовується, щоб висміяти, заперечити усталені норми, підкреслити негативні аспекти чого-небудь. З іншого боку — щоб відшукати нові несподівані поєднання в усталених межах. Хоча гротеск показує парадоксальний, нелогічний світ, водночас він увиразнює реальні глибинні зв'язки й тенденції.
Для гротеску притаманне використання оксиморона, сполучення реального з фантастичним, серйозного із смішним при свідомому порушенні правдоподібності. Несуттєве стає важливим і навпаки, вигадане постає нормальною частиною реальності. Гротеск створює зумисне неправдоподібні чи й неможливі ситуації. Тому він буває як вищим ступенем комічного, так і деколи — ефективним засобом сатири, іноді — трагедії. Нерідко гротеск перетинається з блазнюванням.
Гротеск переживає розквіт у часи занепаду, внутрішніх різких суперечностей суспільства. Так, він майже не позначився на давньогрецькій літературі епохи розквіту полісів, але присутній у період їхнього розпаду в комедійних творах. Так само, як до нього майже не зверталися митці епохи європейського класицизму, коли утвердилася абсолютна монархія, хоча грубий комізм, фарсові елементи, карнавальність як прояви гротеску пронизують літературу середньовіччя та Відродження.

## В образотворчому мистецтві

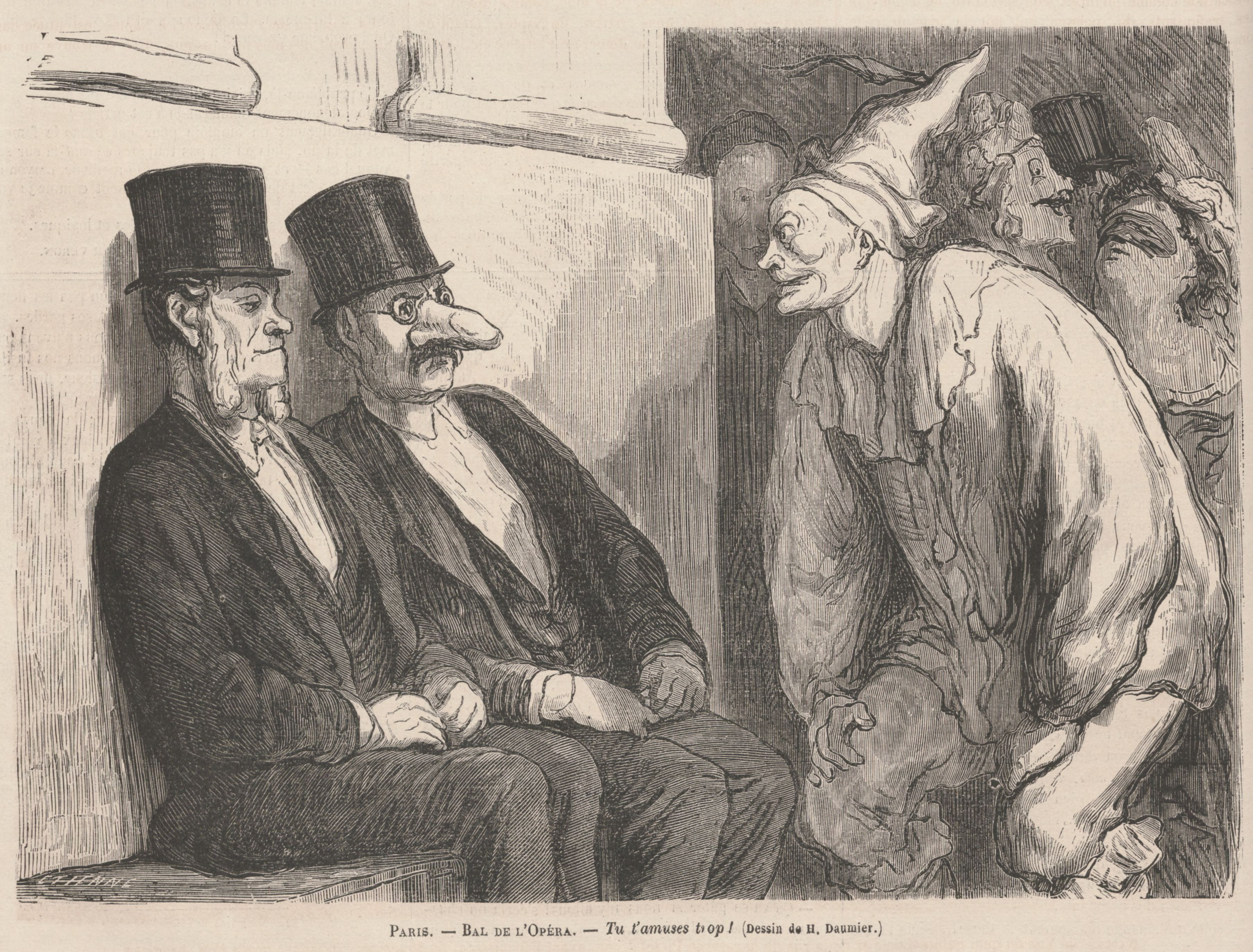
Карнавальна сцена на малюнку Оноре Дом'є

Першими прикладами гротеску можуть слугувати зображення міфічних істот, які поєднують риси різних тварин або тварин і людей, але про їхню повноцінну гротескність можна говорити лише тоді, коли ці зображення мають, крім буквального значення, ще й певний символізм. Так, багато античних образів отримали розвиток у середньовічних бестіаріях, де слугували алегоріями. Гротеском відоме готичне мистецтво, де античний спадок збагатився образами балтійської та кельтської міфології.
Гротеск присутній в картинах Пітера Брейгеля або Ієроніма Босха. Видатним зразком гротесків Ренесансу є Лоджії Рафаеля у Ватикані, де фантастичні рослини поєднуються з людськими тілами, тваринами чи мушлями, діють безглузді пристосування та прилади. Відомі гротескні скульптури присутні в ліпному декорі фасадів ренесансних будівель: Міланський собор, Палаццо дожів  та скуола Сан-Марко у Венеції, Палаццо Роверелло у Феррарі.
На гравюрах Жака Калло, Франсіско Ґойї (зокрема «Капрічос»), малюнках Оноре Дом'є, на полотнах сюрреалістів, як-от Сальвадора Далі містяться відомі гротескні зображення.
В сучасній архітектурі яскраве втілення гротеск отримав у будівлях деконструктивізму, в роботах архітекторів Деніеля Лібеськінда, Френка Гері, Пітера Айзенмана, Бернара Чумі.

## У літературі
Найраніші зразки гротеску присутні в образах міфічних істот, релігійних гімнах, казках, у проведенні містерій. Пізніше — в середньовічному карнавалі, в доробку вагантів, у творчості представників Ренесансу («Гаргантюа і Пантагрюель»). Прикладами гротеску слугують і «Похвала глупоті» Еразма Роттердамського, поезія Франсуа Війона, італійська макаронічна поезія). За Просвітництва це «Мандри Гуллівера» Джонатана Свіфта, «Мікромегас» Вольтера, творчість сентименталістів («Життя і думки Трістрама Шенді, джентльмена» Лоренса Стерна).
Перший науковий аналіз гротеску здійснив Карл Флегель (1788) у праці «Історія комічного гротеску». Поширенню гротеску в літературознавстві та мистецтвознавстві сприяв Фрідріх Шлегель («Листи про роман», 1800), Віктор Гюго (передмова до драми «Кромвель», 1827) охарактеризував гротеск як своєрідний засіб образотворення за допомогою категорій потворного, жахливого, комічного, блазенського, характерний для стилів, що протистояли класицистичним канонам (зокрема, романтизму). Шарль Бодлер («Про природу сміху та про комічне у пластичних мистецтвах», 1869), вбачав у гротеску прояв «абсолютно комічного» на противагу звичайному сміху. Формальне визначення гротеску належить Генріху Шнеегансу («Історія гротескної сатири», 1894).
У мистецтві романтиків гротеск виражений у таких творах, як «Повелитель блох», «Крихітка Цахес» Ернста Гофмана). Доволі поширеним гротеск стає у XX столітті, насамперед у творах модерного спрямування Франца Кафки («Замок»), Іллі Еренбурга, Бертольда Брехта, Владимира Маяковського, Вітольда Гомбровича, Славомира Мрожек, Юрія Клена. Гротеск міститься в «Шість персонажів у пошуках автора» Луїджі Піранделло, «Вірнопідданий» Томаса Манна, «Засіб Макропулоса» Карла Чапека.

## Гротеск в українському мистецтві

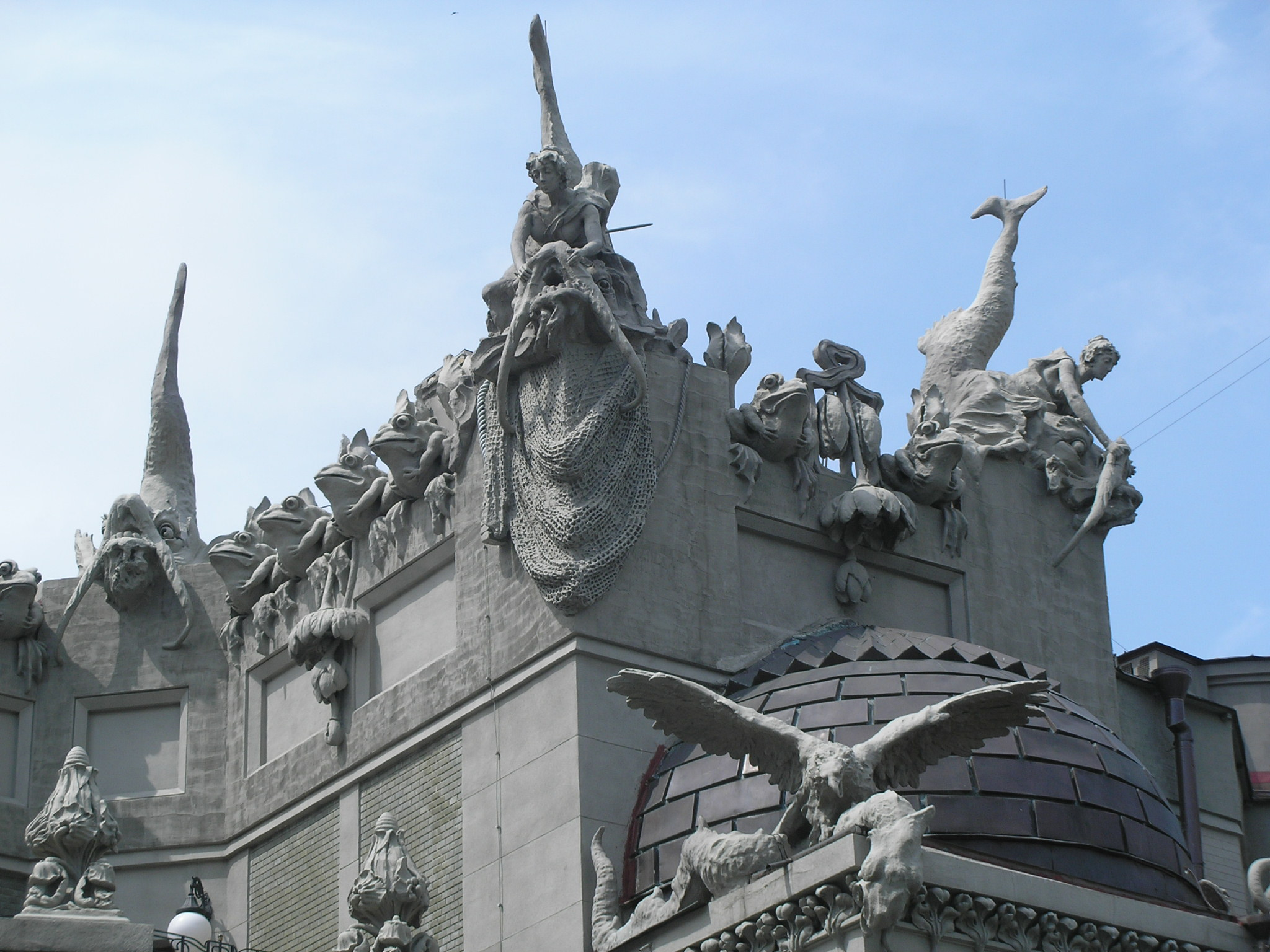
Скульптурне оформлення даху в «Будинку з химерами» — Київ, вул. Банкова, 10

Гротеск присутній в творах Миколи Гоголя («Ніс»), Нечуя-Левицького («Кайдашева сім'я», зокрема марення Омелька Кайдаша), елементи гротеску використовувалися також у сатиричних творах Тараса Шевченка, як-от «Сон». Гротескний характер мають, наприклад, такі твори, як «Ботокуди», «Острів пінгвінів» і «Доктор Боссервісер» Івана Франка, «Народний Малахій» Миколи Куліша, «Досвід коронації» Костя Москальця, «Московіада» Юрія Андруховича.
Відомим прикладом архітектурного гротеску в Україні слугує київський «Будинок з химерами».
В образотворчому мистецтві прикладами гротеску є малюнки Марка Греся, Володимира та В'ячеслава Казаневських.